# Vol Air Algérie 5017
Le crash du vol Air Algérie 5017 (AH5017 / AH 5017) concerne un vol international régulier, devant relier l'aéroport international de Ouagadougou à l'aéroport d'Alger - Houari-Boumédiène, qui s'est écrasé le 24 juillet 2014, dans le centre du Mali, avec 110 passagers et 6 membres d'équipage à bord. Le McDonnell Douglas MD-83 assurant le vol, affrété par Air Algérie auprès de la compagnie aérienne espagnole Swiftair, a disparu des radars une cinquantaine de minutes après le décollage. Il n'y a eu aucun survivant.
Le Bureau d'enquêtes et d'analyses pour la sécurité de l'aviation civile (BEA) français, en appui des autorités maliennes, a publié en avril 2016 un rapport d'enquête concluant que, alors que l'avion volait en croisière avec le pilotage automatique engagé, l'accumulation de glace sur les moteurs, en raison de la non-activation par les pilotes du système de protection contre le givrage, a provoqué une réduction de la poussée qui a conduit à un décrochage à haute altitude. L'équipage n'a pas pu sortir du décrochage à temps, peut-être par manque de formation et l'avion s'est finalement écrasé au sol.
Le BEA a émis plusieurs recommandations à Air Algérie, à la Federal Aviation Administration (FAA) des États-Unis ainsi qu'aux gouvernements du Burkina Faso et du Mali.

## L'avion

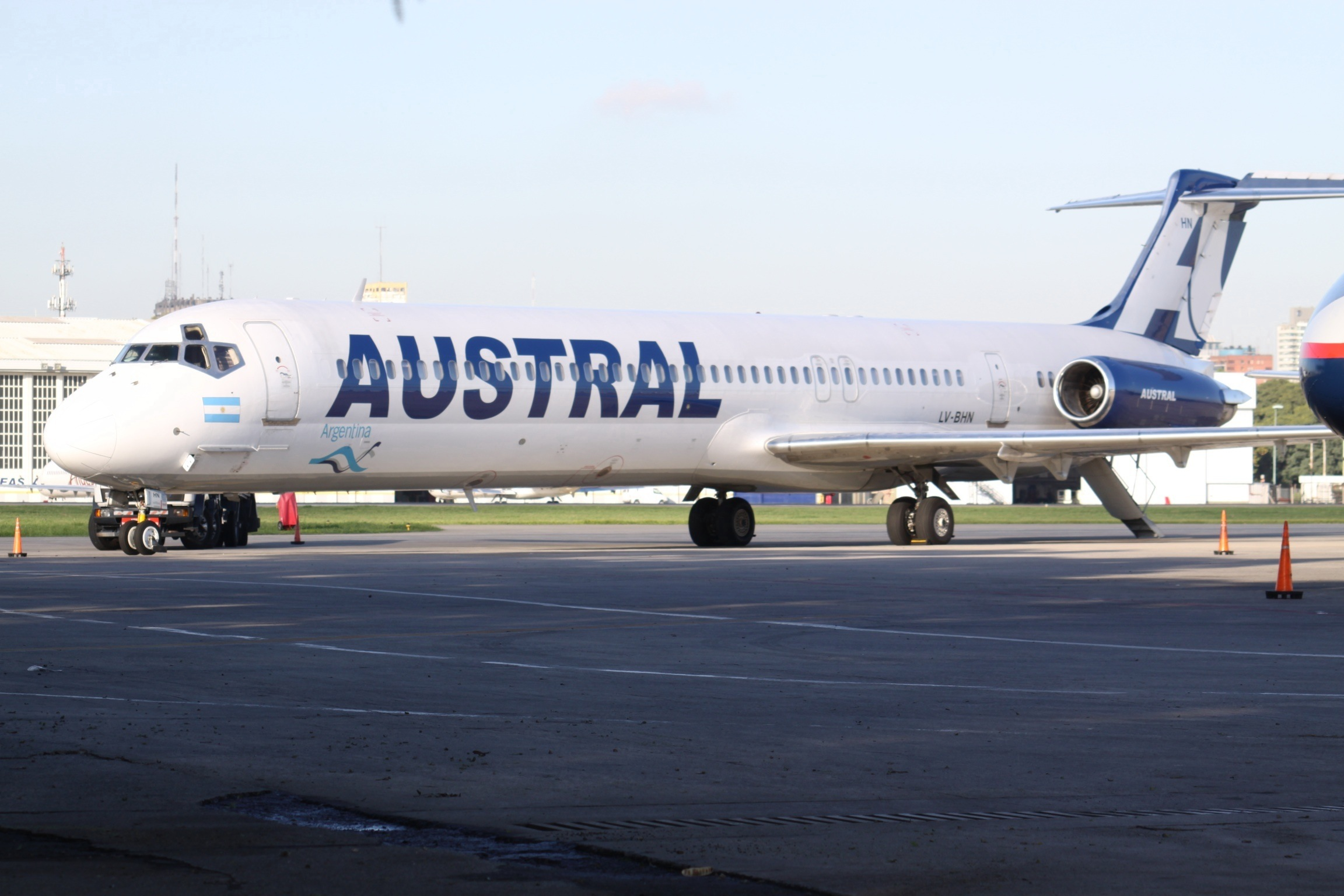
Le MD-83 impliqué dans l'accident, alors en service chez Austral Líneas Aéreas (code LV-BHN), ici en mars 2008 à Buenos Aires.

L'appareil impliqué est un McDonnell Douglas MD-83 âgé de 18 ans et immatriculé EC-LTV (numéro de série 53190/2148). Ce biréacteur court/moyen courrier, construit en juin 1996, appartenait à la compagnie aérienne espagnole Swiftair, . Au moment de l'accident, il avait effectué 38 362 heures de vol et 32 390 cycles (décollage/atterrissage), et était équipé de deux turboréacteurs de type Pratt & Whitney JT8D-219.
Cet avion a été acquis par Swiftair et réenregistré EC-LTV en 2012, après avoir été utilisé par plusieurs compagnies aériennes, telles que Flash Airlines, Avianca et Austral Líneas Aéreas, depuis sa mise en service en 1996. Il a été loué avec l'équipage (Wet lease) à Air Algérie en juin 2014, pour fournir des capacités de transport supplémentaires pendant la saison de l'été 2014.

## Les pilotes
- Le commandant de bord était Agustín Comerón Mogio, 47 ans, totalisant 12 988 heures de vol à son actif, dont 8 689 en tant que commandant de bord, et 10 007 heures sur MD-80.
- La copilote était Isabel Gost Caimari, 42 ans, totalisant 7 016 heures de vol, dont 6 180 heures en tant que copilote sur MD-80.

Les pilotes étaient saisonniers. Ils avaient repris les vols le 20 juin, après une période d'inactivité de 8 mois, sans stage de réadaptation. Pour cette raison, la justice française a mis en examen la compagnie Swiftair en juin 2017.

## Déroulement des faits
Le McDonnell Douglas MD-83 du vol 5017, affrété auprès de la compagnie espagnole Swiftair, décolle le 24 juillet 2014 à 0 h 45 (heure locale) de l'aéroport international de Ouagadougou à destination de l'aéroport Houari Boumédiène d'Alger avec 116 personnes à son bord,.
À 1 h 55, la compagnie Air Algérie annonce avoir perdu le contact alors que l'appareil survolait le Mali. L'information est rapidement confirmée par l'affréteur Swift Air, puis par l'aviation civile algérienne, qui ne précise cependant pas s'il s'agit d'un accident ou d'un attentat. Il est alors très peu probable que l'appareil ait été abattu par un missile sol-air lors de son survol du Nord du Mali, en guerre depuis 2012.
Peu après, des cellules de crises sont mises en place aux aéroports de Paris-Charles de Gaulle et de Marseille, compte tenu des nombreux Français présents à bord du vol disparu. Un numéro d’urgence est ouvert par le ministère français des Affaires étrangères.

## Localisation du site de l'accident
Deux avions de chasse Mirage 2000D de l'armée française basés à Niamey participent aux recherches. Ils repèrent dès 11 h les traces du crash, et selon la coopération de défense, demandent l'intervention au sol de l'armée burkinabé. À son tour, l'armée de l'air du Burkina Faso repére les traces de l'appareil avec un hélicoptère AS 350 et un Da-42 aux alentours de 18 h 20 en présence de gendarmes qui ont pris les photos.
Le 24 juillet, le général burkinabé Gilbert Diendéré annonce dès 17 h que les restes de l'avion « complètement brûlés » et des cadavres ont été trouvés par des bergers, près de la frontière entre le Mali et le Burkina Faso.
Grâce à ces indications, la confirmation de la présence de l'épave est ensuite donnée (grâce à sa détection infrarouge) par un drone Reaper français près du village de Boulekessi, dans les environs de Gossi, à une cinquantaine de kilomètres du Burkina Faso. La nuit du 24 au 25 juillet, le gouvernement français annonce avoir retrouvé l'avion. L'armée française basée à Gao, à environ 160 km au nord-est du lieu de l'accident, envoie alors un premier détachement héliporté fort de 30 hommes qui sécurisent l'épave vers 2 h du matin (UTC). Il est suivi par un deuxième détachement français de 90 hommes avec trente véhicules et par 60 soldats maliens et 40 soldats néerlandais de la MINUSMA qui se rendent également sur place,.
La localité de Boulékessi, située dans la commune de Mondoro, est alors tenue par les rebelles du Mouvement national pour la libération de l'Azawad (MNLA), du Haut Conseil pour l'unité de l'Azawad (HCUA) et du Mouvement arabe de l'Azawad (MAA).

## Victimes
| Passagers par nationalité | Passagers par nationalité | Passagers par nationalité |
| Nationalité               | Passagers et équipage     |                           |
| ------------------------- | ------------------------- | ------------------------- |
| France                    | 51                        |                           |
| Burkina Faso              | 28                        |                           |
| Liban                     | 6                         |                           |
| Espagne (équipage)        | 6                         |                           |
| Algérie                   | 6                         |                           |
| Canada                    | 5                         |                           |
| Allemagne                 | 4                         |                           |
| Luxembourg                | 2                         |                           |
| France Cameroun           | 1                         |                           |
| France Chili              | 1                         |                           |
| France Mali               | 1                         |                           |
| Belgique                  | 1                         |                           |
| Nigeria                   | 1                         |                           |
| Égypte                    | 1                         |                           |
| Suisse                    | 1                         |                           |
| Royaume-Uni               | 1                         |                           |
| Total à bord              | 116                       |                           |

Le 25 juillet 2014, le président de la République française François Hollande annonce qu'il n'y a « aucun survivant » parmi les 110 passagers et six membres d'équipage à bord de l'avion d'Air Algérie et le ministre des affaires étrangères Laurent Fabius annonce que les victimes sont 54 Français, de 21 familles, certains ayant une double nationalité et que les autres victimes sont de 14 nationalités.
Toute une famille française fut décimée sur plusieurs générations lors de ce crash, ainsi que 5 membres d'une autre famille (les parents et leurs trois fils).

## Enquête

### Enquête technique et procédure judiciaires
Le président de la commission d'enquête N'faly Cissé a présenté trois groupes de travail composés d'une vingtaine d'enquêteurs appartenant aux pays suivants : Algérie, Burkina-Faso, Espagne, États-Unis, France et Mali. Aucun de ces enquêteurs ne travaillera à plein temps sur l'enquête :
- le groupe Aéronef, chargé de cartographier la scène de l'accident, de reconstituer autant que faire se peut l'avion, et de déterminer les causes d'une éventuelle avarie ;
- le groupe Système, chargé de reconstituer le déroulement du vol ;
- le groupe Opération, chargé de recueillir toutes les données externes, images radar, dossier météorologique, etc.

Les deux boîtes noires du MD-83, qui sont d'anciens modèles à bande magnétique, le FDR (Flight Data Recorder) et le CVR (Cockpit Voice Recorder) ont été remises le 28 juillet 2014 par les autorités maliennes aux enquêteurs français qui les ont transférées scellées sous escorte de gendarmerie le 29 juillet 2014 au laboratoire du BEA de Brétigny-sur-Orge. Si le FDR (placé en queue de l'appareil) a pu être lu sans difficultés, le CVR (placé dans la soute électronique avant de l'avion) semble avoir souffert de l'impact.
Le 7 août 2014, lors de la présentation de la commission d'enquête à la presse par son président N'faly Cisse, Rémi Jouty le directeur du BEA a expliqué que la bande magnétique du CVR froissée et rompue a été réparée mais ne pourra probablement jamais parler, en raison d'une défaillance technique antérieure à l'accident. Les signaux ont été qualifiés d'« inexploitables » par les experts. La compagnie aérienne Swiftair pourrait être mise en cause pour non-respect du programme de maintenance de l'avion et manquement au certificat de navigabilité[réf. nécessaire].
Une trajectoire modélisée et provisoire de la chute de l'appareil a été présentée par le BEA en fonction des paramètres recueillis par le FDR. On y observe que le MD83 s'établit en croisière au FL310 après avoir atteint le top of climb (fin de montée), accélère jusqu'à Mach 0,74 (850 km/h environ). C'est alors que pour une raison inconnue, l'appareil perd de la vitesse, vire à gauche (vers l'ouest) à 160 kt. L'avion part en virage engagé sur l'aile gauche, et chute vers le sol en deux vrilles, pratiquement verticales, pour percuter le sol à 380 kt (700 km/h). À ce stade de l'enquête, les données du FDR n'ont pas toutes été exploitées et les experts ignorent encore à quelles contraintes latérales et verticales l'appareil a été soumis durant sa mise en palier. De même, aucune information n'a été donnée sur la conduite des moteurs[réf. nécessaire].
Le 30 juillet 2014 une seule famille de victimes française a déposé une plainte pour homicide involontaire avec constitution de partie civile. Raphaëlle Agenie-Fécamp et Sabine Kheirisdes, deux juges d'instruction parisiennes, sont désignées pour diriger cette enquête.
Le rapporteur du Bureau d'enquêtes et d'analyses pour la sécurité de l'aviation civile (BEA) explique que « rien ne peut confirmer ou infirmer une piste terroriste » d'après les éléments recueillis dans l'enquête. Il a, en revanche, assuré que l'équipage « n'était pas fatigué et était doté d'une expérience africaine ».
Le responsable du BEA a présenté un pré-rapport très technique sur ce qu'ont dévoilé les boîtes noires de l'appareil. Il a ainsi expliqué que les systèmes de « pilotage automatique » avaient été « déconnectés », sans qu'il soit possible de dire si cela était dû à un problème technique ou humain.
L'enregistreur des conversations dans le cockpit ne fonctionnait pas normalement et « ne permet pas de comprendre les messages » échangés au sein de l'équipage. Quant à l'enregistreur des données de vol, il montre que l'appareil a été victime d'une « chute brutale » après un « ralentissement de ses moteurs » à son altitude de croisière. L'appareil était donc entier au moment de toucher le sol.

### Données médico-légales
Environ 1 000 prélèvements d’ADN ont été effectués sur le site de l'accident (pour 116 victimes), par l'Institut de Recherche Criminelle de la Gendarmerie Nationale. L'impact à grande vitesse a provoqué la mort instantanée de tous les passagers et membres d'équipage.

### Premier rapport du BEA
Les premiers éléments d’enquête du BEA sont dévoilés le 2 avril 2015.
Il a annoncé qu'un consensus s'était dégagé sur le fait que des valeurs erratiques et erronées du rapport de pression du moteur (en) (EPR) sont apparues sur les deux moteurs deux à trois minutes après la mise en palier, à une altitude de 31 000 pieds (9 400 m). L'EPR est le principal paramètre de gestion de la puissance des moteurs d'un avion, et il est obtenu par des capteurs de pression situés aux entrées de chacun des moteurs. Les capteurs étaient probablement obstrués par de la glace dans ce cas. Un tel givrage est normalement empêché par un système de réchauffage à air chaud, qui n'a probablement pas été activé par l'équipage pendant la montée et la croisière, selon « l'analyse des données disponibles » par le BEA.
Les valeurs erronées de l'EPR ont amené l'automanette, qui contrôle la puissance des moteurs pendant le vol, à limiter la poussée à une valeur bien moindre que celle nécessaire pour maintenir la stabilité à l'altitude de l'avion, que le pilote automatique a essayé de maintenir en augmentant l'angle d'attaque jusqu'à ce que le décrochage se produise. Vingt secondes après le décrochage initial, le MD-83 a soudainement basculé vers la gauche jusqu'à se retourner presque complètement sur le dos, lorsque le pilote automatique s'est désengagé, et a piqué brusquement du nez, jusqu'à tomber presque à la verticale.

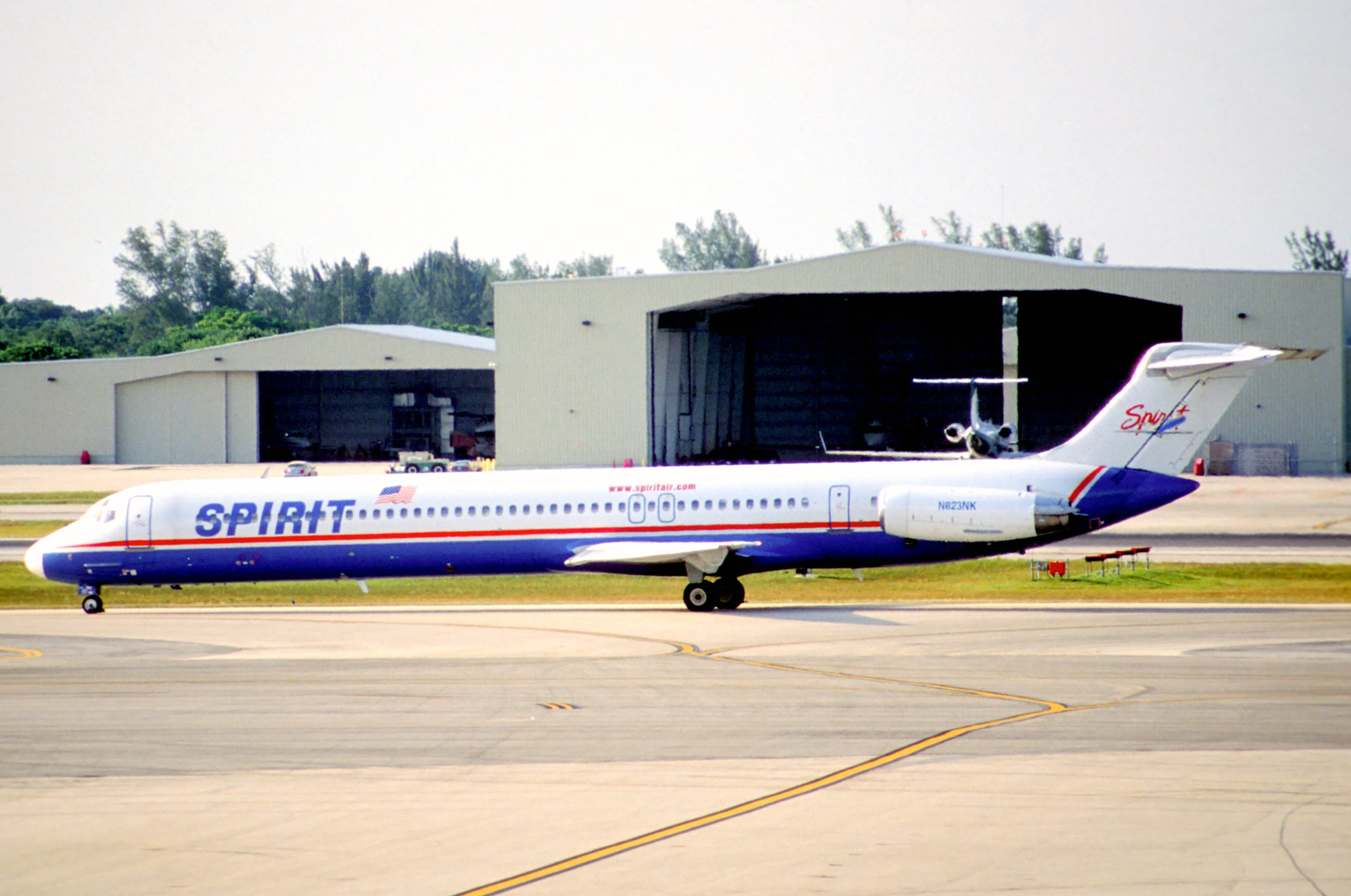
N823NK, l'appareil impliqué dans l'incident du vol 970 de Spirit Airlines, ici photographié en juillet 2003.

Le BEA a noté deux incidents similaires antérieurs impliquant des appareils de type MD-82 et MD-83, où les équipages étaient suffisamment vigilants pour remarquer la perte de vitesse et intervenir avant la perte de contrôle. Le premier était le vol 970 de Spirit Airlines. L'appareil impliqué, immatriculé N823NK, était un MD-82 volant en milieu de journée en juin 2002 lorsqu'il a subi une perte de poussée sur les deux moteurs, en vol de croisière à une altitude de 33 000 pieds (10 000 m). Les deux capteurs EPR, situés sur les cônes de nez des moteurs, étaient obstrués par des cristaux de glace, ce qui a conduit à des indications erronées et à une surestimation de l'EPR. L'équipage a remarqué la baisse de vitesse et les signes précurseurs d'un décrochage juste avant de désengager le pilote automatique et de mettre manuellement l'avion en descente. Ils n'avaient pas activé les systèmes anti-givrage des moteurs. Le deuxième incident était celui d'un MD-83 exploité par Swiftair, survenu en juin 2014, un mois avant le crash du vol 5017. L'équipage était également conscient de la baisse de la vitesse de son appareil et a réussi à récupérer la situation à temps.

### Analyse du journal de bord
Le BEA a révélé que l'avion présentait plusieurs défauts techniques, dont plusieurs concernaient le système EPR :
- Le 21 juillet 2013, le BEA a constaté des pannes intermittentes sur l'automanette qui ont conduit au remplacement du capteur EPR du moteur n°2.
- Le 19 octobre 2013, l'indicateur EPR du moteur n°1 était défectueux (pas d'affichage des valeurs) et l'afficheur a alors été remplacé.
- Le 2 mars 2014, l'actionneur de l'automanette a été remplacé. Lors du processus de remise en service, le message de panne « EPR LH » s'est affiché. L'émetteur EPR gauche a donc également été remplacé.
- Le 27 juin 2014, une surpression au niveau du moteur gauche a entraîné un décollage interrompu, à environ 80 nœuds (150 km/h). De ce fait, le moteur n°1 a été remplacé.

## Reconstitution de la séquence des événements
Voici la séquence des événements basée sur l'analyse de l'enregistreur de paramètres (FDR) : L'équipage était prêt à voler entre Ouagadougou à Alger. L'équipage était arrivé à Ouagadougou une heure plus tôt et connaissait donc les conditions météorologiques dans la région. Par conséquent, il connaissait déjà les risques de turbulence et de givrage en volant dans la région.
Après un décollage qui a lieu à 1 h 15, la montée jusqu'à l'altitude de croisière est réalisée sans événement significatif et, 13 minutes après le décollage, l'équipage effectue plusieurs altérations de cap vers la gauche, afin de contourner une cellule orageuse présente dans la zone, ce qu'ils ont signalé au centre du contrôle aérien de Ouagadougou.
Cependant, même s'ils savaient qu'un orage s'était produit dans la zone, les pilotes n'ont pas activé le système d'anti-givrage des moteurs. À ce moment-là, la température dans la zone indiquait un risque élevé de givrage. Selon les procédures, le système d'antigivrage des moteurs aurait dû être activé. Lorsque le système de protection contre le givrage des moteurs est activé, ces capteurs de pression sont réchauffés par de l'air chaud prélevée dans les moteurs. Même si des cristaux de glace étaient susceptibles de se former en raison de la température et des conditions météorologiques dans la zone, la cellule et le pare-brise ne semblaient pas affectés par le givrage. L'absence probable de givrage sur la cellule (en particulier sur les essuie-glaces), l'absence possible de signes évidents de la présence de cristaux de glace (qui peuvent être difficiles à détecter visuellement, surtout la nuit, et ne sont généralement pas détectables sur le radar météorologique), ainsi que l'absence de turbulences importantes, ont pu faire penser à l'équipage que l'activation du système d'anti-givrage des moteurs n'était pas nécessaire.
L'équipage a ensuite engagé le pilote automatique et l'automanette. Le vol 5017 atteint l'altitude de croisière de 31 000 pieds, soit environ 9 500 mètres, à 1 h 37 (heure locale). Deux minutes plus tard, la vitesse de l'avion a augmenté ; le pilote automatique passe alors en mode de maintien d'altitude et l'automanette en mode de maintien de vitesse (Mach).
Environ deux minutes après la mise en palier de l'avion à l'altitude de 31 000 ft, des calculs réalisés par le motoriste et validés par l'équipe d'enquête indiquent que la valeur enregistrée de l'EPR, paramètre principal de conduite des moteurs, est devenue erronée sur le moteur droit puis environ 55 secondes plus tard sur le moteur gauche. Ceci est vraisemblablement le résultat du givrage des capteurs de pression, situés sur le cône de nez des moteurs.
Du fait du givrage des capteurs de pression, l'information erronée transmise à l'automanette conduit cette dernière à limiter la poussée délivrée par les moteurs. Dans ces conditions, la poussée devient insuffisante pour maintenir la vitesse de croisière et l'avion ralentit. Le pilote automatique commande alors une augmentation de l'assiette de l'avion pour maintenir l'altitude malgré cette perte de vitesse.
C'est ainsi qu'à compter de l'apparition de l'erreur de mesure des valeurs d'EPR, la vitesse de l'avion, qui était alors de 290 nœuds (537 km/h), a diminué jusqu'à 210 nœuds (390 km/h), soit presque la vitesse de décrochage. L'aiguille de l'indicateur de vitesse était proche de la verticale, et une telle lecture aurait dû être remarquée par l'équipage, qui aurait alors dû mettre l'avion en descente. Cependant, ils n'ont fait qu'une brève action sur la manette des gaz. C'était la bonne action en cas de problème avec le système EPR, mais cette action seule n'était pas la réaction attendue d'un équipage alors en approche du décrochage. Ils ont remarqué qu'il y avait un problème avec l'EPR de l'appareil. L'automanette s'est alors désengagée, à la vitesse de 203 nœuds (376 km/h). L'avertissement « SPEED LOW » est alors apparu sur l'écran du poste de pilotage, mais l'équipage a tardé à réagir car il gérait le contact avec le centre de contrôle de Niamey. À ce stade, le pilote automatique était toujours engagé.
Lorsque la vitesse a atteint 200 nœuds (370 km/h), le vibreur de manche s'est déclenché, suivi trois secondes plus tard par l'alarme de décrochage. À partir de ce moment, le haut-parleur latéral du commandant de bord n'a diffusé que l'alarme « STALL », tandis que celui du copilote a alterné entre l'alarme « STALL » et les autres alarmes actives. Lorsqu'un décrochage se produit, l'équipage doit déconnecter le pilote automatique et exécuter la procédure de récupération du décrochage. Aucune de ces mesures n'a été prise par l'équipage, ce qui indique qu'il ne savait pas qu'un décrochage s'était produit en vol. 
Afin de maintenir l'altitude, le pilote automatique a alors commandé un mouvement continu à cabré du stabilisateur horizontal réglable et des gouvernes de profondeur. Cela a entraîné une augmentation de l'angle d'incidence jusqu'à 24°, soit 13° au-dessus de la valeur d'angle d'attaque conduisant au décrochage dans ces conditions, ainsi que la diffusion de plusieurs avertissements « STABILIZER MOTION ». Les deux moteurs ont subi une suralimentation en kérosène, probablement due à l'angle d'attaque élevé de l'avion, et leur régime a diminué à des valeurs proches du ralenti. Cette suralimentation a pu être remarquée par l'équipage.
Il n'y a eu aucun signe de réaction de l'équipage autre que les mouvements de la manette des gaz, jusqu'à la déconnexion du pilote automatique qui s'est produite environ 25 secondes après le début du décrochage de l'avion. La vitesse est alors de 162 nœuds (300 km/h) et l'altitude a diminué d'environ 1 150 pieds (350 m). Le MD-83 part ensuite brusquement en roulis à gauche jusqu'à atteindre 140° d'inclinaison, et à piquer jusqu'à 80°.
Les paramètres enregistrés indiquent qu'il n'y a pas eu de manœuvre de récupération du décrochage réalisée par l'équipage. Cependant, dans les instants qui ont suivi le décrochage de l'avion, les gouvernes restent principalement braquées dans le sens à cabrer et en roulis à droite, contrairement aux commandes nécessaires pour sortir d'un décrochage, et les pilotes ont continué à le faire jusqu'à l'impact avec le sol.

## Conclusion
Le 22 avril 2016, le BEA conclut finalement à la cause du crash comme suit : « La vitesse de l'avion, contrôlé par l'automanette, a diminué en raison de l'obstruction des capteurs EPR à l'avant des moteurs, probablement causée par de la glace. Le pilote automatique a ensuite progressivement augmenté l'angle d'attaque pour maintenir l'altitude jusqu'au décrochage et à la perte de contrôle de l'avion, que l'équipage n'a pas pu récupéré à temps. »
Facteurs contributifs:
- La non-activation du système anti-givrage des moteurs durant le vol.
- L'obstruction des capteurs de pression, probablement par des cristaux de glace, générant des valeurs EPR erronées qui ont amené l'automanette à limiter la poussée produite par les moteurs à un niveau inférieur à celui requis pour maintenir l'avion à 31 000 pieds.
- La réaction tardive de l'équipage à la diminution de la vitesse et aux valeurs EPR erronées, possiblement liée à la charge de travail liée à l'évitement de la zone convective et aux difficultés de communication avec le contrôle aérien.
- L'absence de réaction appropriée de l'équipage après le déclenchement du vibreur de manche et de l'alarme de décrochage.
- Le manque d'entrées appropriées sur les commandes de vol pour sortir d'une situation de décrochage.
- La procédure opérationnelle relative à l'activation des systèmes anti-givrage, qui n'était pas adaptée à l'obstruction des capteur de pression par la glace.
- Les informations insuffisantes pour les compagnies aériennes concernant les conséquences d'un blocage des capteur de pression par la glace.
- La logique de déclenchement du vibreur de manche et de l'avertisseur de décrochage a conduit à ce que ces dispositifs se déclenchent tardivement par rapport au décrochage de l'avion en croisière ;
- La logique du pilote automatique, qui lui permet de continuer à maintenir une assiette à cabrer au-delà de celle conduisant au décrochage, aggravant ainsi la situation et augmentant les difficultés de récupération de l'avion par l'équipage.

Le BEA a émis plus de 20 recommandations en réponse à l'accident du vol 5017, dont plusieurs se basaient sur des accidents aériens antérieurs, notamment le vol West Caribbean Airways 708, le vol Air France 447, mais également l'incident grave survenu lors du vol Spirit Airlines 970. Certaines des recommandations étaient basées sur les opérations de recherche et de sauvetage et les dysfonctionnements éventuels du CVR, ainsi qu'une recommandation « urgente » adressée à la Federal Aviation Administration (FAA) concernant les risques liés au givrage des avions.

## Procédure judiciaire
Swiftair est renvoyée en France devant le tribunal correctionnel pour homicides involontaires et négligences par le tribunal de Paris le 18 mai 2021. Les juges d'instruction soupçonnent la compagnie d'avoir failli à délivrer « une formation suffisante à l'équipage », contribuant à « sa non appréhension de la détérioration des paramètres moteurs » et à « son manque de réaction adaptée face à l'apparition du décrochage ».
La tenue du procès est prévue du 2 au 26 octobre 2023, sous réserve d'une décision favorable le 8 juin 2023, la compagnie espagnole ayant précédemment bénéficié d'un non-lieu prononcé en Espagne : le principe juridique du ne bis in idem pourrait en effet s'appliquer.
Cependant, le procès prévu initialement du 2 au 26 octobre 2023 a été reporté sine die en juin 2023 en raison de questions préjudicielles soumises à la Cour de justice de l’Union européenne. Les familles des victimes, frustrées par ce nouveau report, continuent de dénoncer la lenteur du processus judiciaire et réclament toujours justice près de dix ans après le crash.

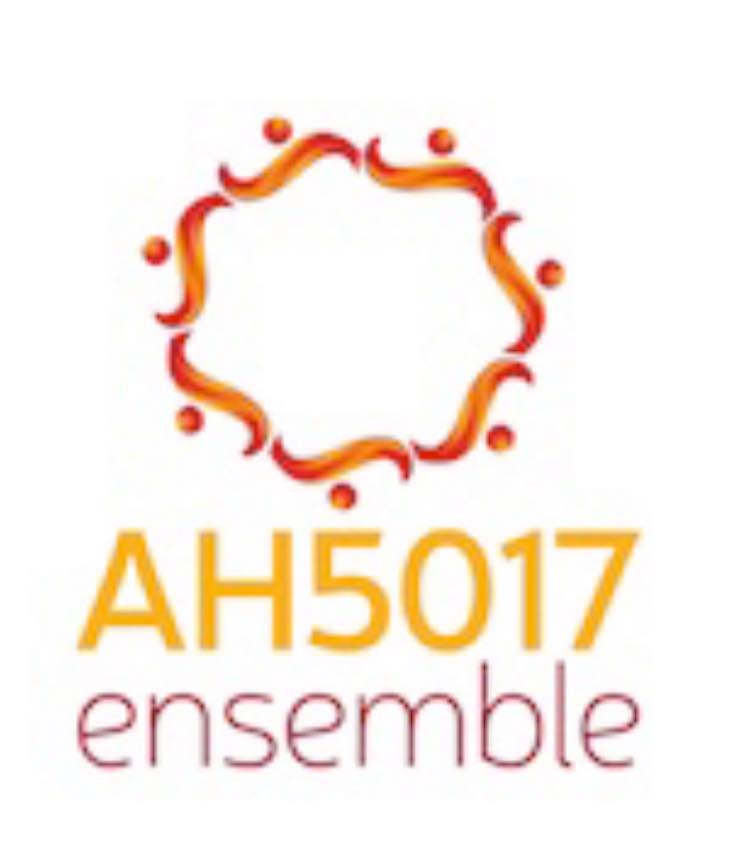
Logo association AH5017 Ensemble

L’association (AH5017 Ensemble) française des familles des victimes du crash du vol AH5017 a exprimé sa frustration concernant le report du procès contre la compagnie Swiftair. Elles dénoncent la lenteur des procédures judiciaires et continuent de réclamer justice pour leurs proches disparus.
Jeudi 3 avril 2025, la Cour de justice de l’Union européenne (CJUE) a rendu une décision  (Référence : CJUE, Cour, 3 avr. 225, C-7 01/23) déclarant irrecevables les questions préjudicielles transmises par le tribunal correctionnel de Paris dans le cadre de la procédure engagée contre la compagnie aérienne espagnole Swiftair pour homicides involontaires, à la suite du crash du vol AH5017 d’Air Algérie en 2014. Ces questions portaient notamment sur l’applicabilité du principe juridique du non bis in idem, selon lequel une personne ne peut être poursuivie ou condamnée deux fois pour les mêmes faits. Swiftair avait en effet bénéficié d’un classement sans suite en Espagne, ce qui soulevait la question de la possibilité d’un nouveau procès en France.
En jugeant la demande irrecevable, la CJUE ne s’est pas prononcée sur le fond du principe invoqué, laissant ainsi ouverte la voie à une éventuelle poursuite de la procédure en France. Les juges d’instruction français avaient conclu à l’existence de « divers manquements de la part de la compagnie », en particulier une « formation lacunaire » dispensée à l’équipage, qui ne lui avait « pas permis de réagir de manière adaptée et d’éviter l’accident ». Cette décision européenne, en ne bloquant pas la procédure française, pourrait permettre la tenue d’un procès contre Swiftair devant la juridiction correctionnelle de Paris.

## Hommage
La Mairie de Paris a rendu hommage aux victimes de l'accident en baptisant en 2019 une allée du parc de Bercy « allée des 116 victimes du vol AH5017 du 24 juillet 2014 ».

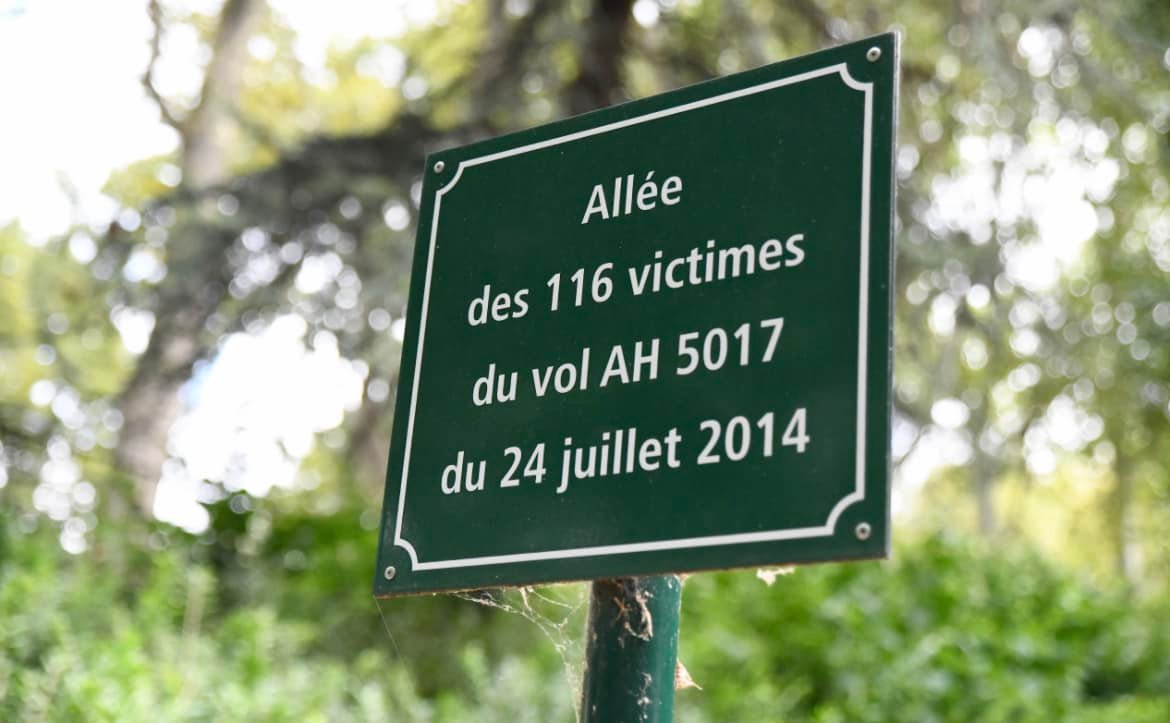
Panneau commémoratif à paris - Allée des 116 victimes du vol AH5017

Le 24 juillet 2018, à l’occasion du quatrième anniversaire du crash du vol Air Algérie 5017, une stèle commémorative a été inaugurée à Ouagadougou, Burkina Faso, en hommage aux 116 victimes de la tragédie. La cérémonie s’est déroulée en présence du président de l’époque, Roch Marc Christian Kaboré, qui a dévoilé la stèle et planté un arbre en mémoire des disparus. Cette initiative vise à offrir aux familles un lieu de recueillement et à perpétuer le souvenir des personnes perdues dans cet accident.   
Au Burkina Faso, l’Association des Familles des Victimes du Crash (AFAVIC) continue de commémorer la tragédie. En juillet 2023 puis en juillet 2024, lors du dixième anniversaire de l’accident, l’AFAVIC a exprimé sa douleur et son souvenir à travers un communiqué, bien que les activités commémoratives prévues aient été différées. L’association a également sollicité les autorités coutumières et religieuses pour le repos éternel des disparus.

Stèle commémorative à Ouagadougou
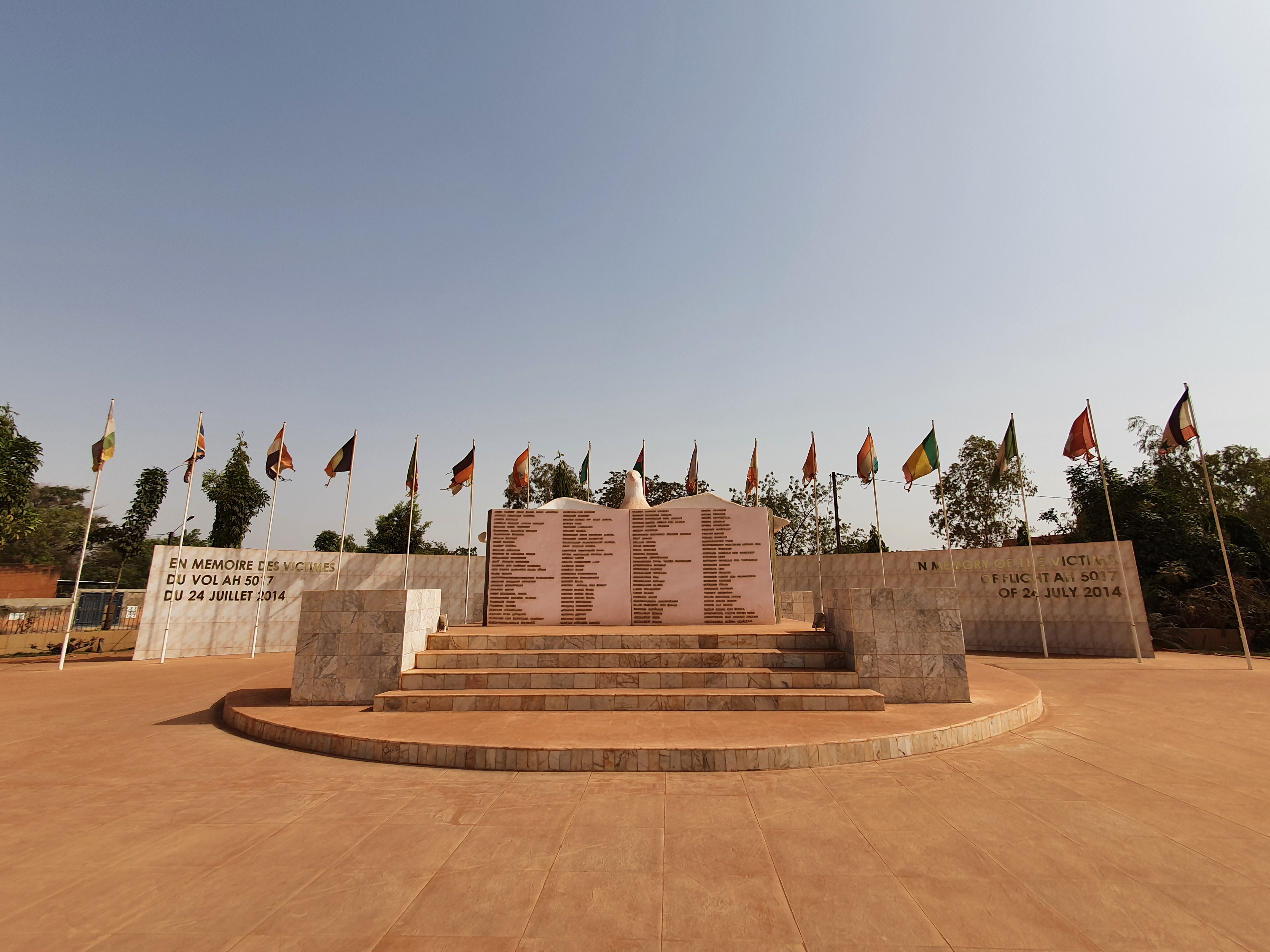
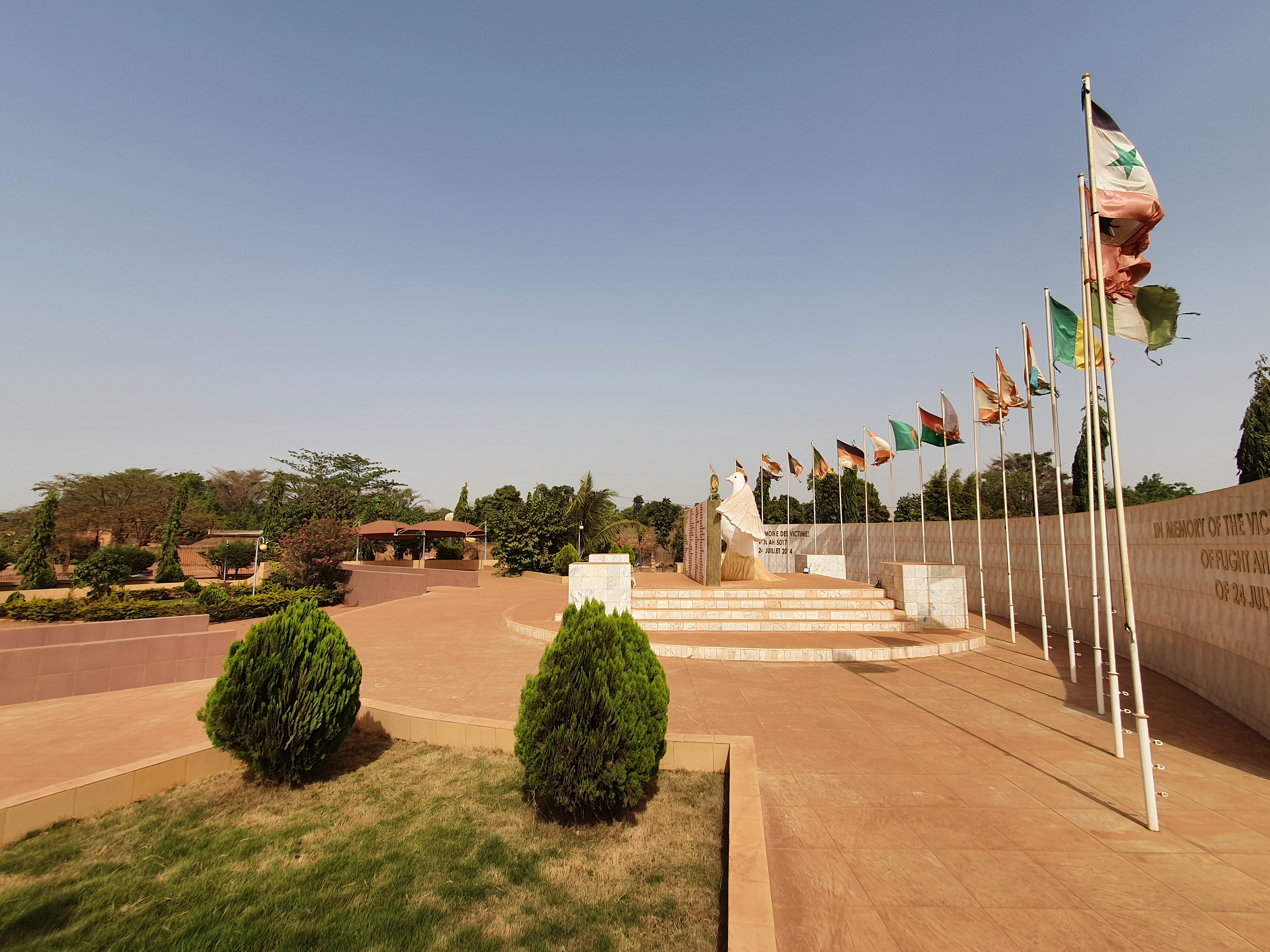